# Dagny Stenius
Dagny Stenius, född Riis den 14 november 1893 i Solna församling, död den 30 maj 1968 i Vaksala församling, var en svensk skådespelerska inom film och teater.
Hon började sin karriär i Finland, där hon 1913 gjorde debut på Svenska Teatern i Helsingfors. Därefter var hon verksam vid Apolloteatern innan hon 1920 kom till Åbo Svenska Teater. 1933 engagerades hon tillsammans med sin man Rafael Stenius vid Vasa Teater, där paret blev kvar till 1939. De tillhörde Lilla teatern under dess första år 1940. 1952 återvände Stenius till Sverige och var därefter verksam vid Norrköping-Linköping stadsteater, Helsingborgs stadsteater och slutligen Uppsala stadsteater. Hon var även verksam vid TV-teatern.
Hon var gift med regissören Rafael Stenius från 1919. Dagny Stenius är begravd på Sollentuna kyrkogård.

## Filmografi i urval
- 1942 – Rid i natt!
- 1942 – Jacobs stege
- 1965 – Bödeln (TV)
- 1965 – Gustav Vasa (TV)
- 1965 – Thérèse Raquin (TV)
- 1965 – En kopp te (TV-teater)
- 1966 – Hotet (TV)

## Teater

### Roller (ej komplett)
| År   | Roll                                    | Produktion                                                                                               | Regi                       | Teater                           |
| ---- | --------------------------------------- | --- | -------------------------- | -------------------------------- |
| 1923 |                                         | Klockan 8 Leif Björkman och Alma Söderhjelm                                                              |                            | Åbo Svenska Teater               |
| 1927 | Victoire Bertin                         | Din nästas fästmö (Just Married) Adelaide Matthews och Anne Nichols                                      | Oscar Tengström            | Åbo Svenska Teater               |
| 1927 | Lisa Lena                               | Hälsingar Henning Ohlsson                                                                                | Rafael Stenius             | Åbo Svenska Teater               |
| 1927 | Mirandolina, värdshusvärdinna           | Värdshusvärdinnan (La locandiera) Carlo Goldoni                                                          | Oscar Tengström            | Åbo Svenska Teater               |
| 1927 | Fröken Uggelberg                        | Återförsäkring Ferdinand Qvist                                                                           | Oscar Tengström            | Åbo Svenska Teater               |
| 1927 | Fru Haze                                | Brännmärkt (Under værgeraadet) Christian Gjerløv                                                         | Oscar Tengström            | Åbo Svenska Teater               |
| 1928 | Fröken Justina                          | Littowska vapnet Hjalmar Procopé                                                                         | Oscar Tengström            | Åbo Svenska Teater               |
| 1928 | Lady Sybil Lazenby                      | Vad varje kvinna vet (What Every Woman Knows) J. M. Barrie                                               | Oscar Tengström            | Åbo Svenska Teater               |
| 1928 | Eliza                                   | Pygmalion George Bernard Shaw                                                                            | Rafael Stenius             | Åbo Svenska Teater               |
| 1928 | Annie                                   | Komedin på slottet (Spiel im Schloss ) Ferenc Molnár                                                     | Oscar Tengström            | Åbo Svenska Teater               |
| 1928 | Millie                                  | Bättre folk (The Best People) Avery Hopwood och David Gray                                               | Oscar Tengström            | Åbo Svenska Teater               |
| 1928 | Agda Kierulf                            | Hokus pokus (Hokuspokus) Curt Goetz                                                                      | Oscar Tengström            | Åbo Svenska Teater               |
| 1928 | Markisinnan Heloise de Kestournel       | Markisinnan (The Marquise) Noël Coward                                                                   | Rafael Stenius             | Åbo Svenska Teater               |
| 1928 | Coralie                                 | Sprattelgubben (Der Hampelmann) Robert Stolz, Gustav Beer och Fritz Lunzer                               | Rafael Stenius             | Åbo Svenska Teater               |
| 1929 | Betty Roos                              | Hennes lilla majestät Paul Lanzinger                                                                     | Per Hjern                  | Åbo Svenska Teater               |
| 1929 | Karin, blomsterflicka                   | Gustav Vasa August Strindberg                                                                            | Oscar Tengström            | Åbo Svenska Teater               |
| 1929 | Jacqueline                              | Resan till Le Havre (Mademoiselle ma mère) Louis Verneuil                                                | Oscar Tengström            | Åbo Svenska Teater               |
| 1929 | Kate Tanner, sköterska                  | En provisorisk äkta man (Her Temporary Husband) Edward A. Paulton                                        | Oscar Tengström            | Åbo Svenska Teater               |
| 1929 | Lönnkrogs-Jenny                         | Tiggaroperan (Die Dreigroschenoper) Bertolt Brecht och Kurt Weill                                        | Oscar Tengström            | Åbo Svenska Teater               |
| 1930 | Marie-Louise                            | Gör Constance rätt? (The Constant Wife) W. Somerset Maugham                                              | Rafael Stenius             | Åbo Svenska Teater               |
| 1930 | Masja, en zigenarflicka                 | Det levande liket (Живой труп, Zivoj trup) Lev Tolstoj                                                   | Oscar Tengström            | Åbo Svenska Teater               |
| 1930 |                                         | Flärd och flirt (These Pretty Things) Gertrude E. Jennings                                               | Oscar Tengström            | Åbo Svenska Teater               |
| 1930 |                                         | Sex Appeal (Aren’t We All?) Frederick Lonsdale                                                           | Rafael Stenius             | Åbo Svenska Teater               |
| 1930 |                                         | Min syster och jag (Meine Schwester und ich) Ralph Benatzky och Robert Blum                              | Oscar Tengström            | Åbo Svenska Teater               |
| 1931 |                                         | Spöktåget (The Ghost Train) Arnold Ridley                                                                | Leo Golowin                | Åbo Svenska Teater               |
| 1931 |                                         | En liten komedi (Kleine Komödie) Siegfried Geyer                                                         | Per Hjern                  | Åbo Svenska Teater               |
| 1931 | Charlotte Hopkinson                     | Amiralen kommer (The Middle Watch) Ian Hay och Stephen King-Hall                                         | Oscar Tengström            | Åbo Svenska Teater               |
| 1931 | Mrs Cliveden-Banks                      | Till främmande hamn (Outward Bound) Sutton Vane                                                          | Oscar Tengström            | Åbo Svenska Teater               |
| 1931 | Fini                                    | Leendets land (Das Land des Lächelns) Franz Lehár, Ludwig Herzer och Fritz Löhner-Beda                   | Rafael Stenius             | Åbo Svenska Teater               |
| 1931 | Fox-Trot, grisette                      | En herre i frack (The Man in Dress Clothes) Seymour Hicks                                                | Oscar Tengström            | Åbo Svenska Teater               |
| 1931 | Mary Stone                              | Gipsy (Prosit Gipsy ) August Neidhart, Henry Neidhart och Robert Gilbert                                 | Rafael Stenius             | Åbo Svenska Teater               |
| 1931 | Augusta Wiepke                          | Konto X (Das Konto X) Rudolf Bernauer och Rudolf Österreicher                                            | Leo Golowin                | Åbo Svenska Teater               |
| 1932 | Britta                                  | Värmlänningarna Fredrik August Dahlgren och Andreas Randel                                               |                            | Åbo Svenska Teater               |
| 1932 | Laura Merrick                           | The Vinegar Tree Paul Osborn                                                                             | Rafael Stenius             | Åbo Svenska Teater               |
| 1932 | Arlette                                 | Chaufför Antoinette (Chauffeur Antoinette) Jean de Létraz och Suzette Desty                              |                            | Åbo Svenska Teater               |
| 1932 | Hilda Gregory                           | Mr Wu Harry M. Vernon och Harald Owen                                                                    | Oscar Tengström            | Åbo Svenska Teater               |
| 1932 | Bébé, en springflicka i ett modemagasin | Violen från Montmartre (Das Veilchen vom Montmartre) Emmerich Kálmán, Julius Brammer och Alfred Grünwald | Rafael Stenius             | Åbo Svenska Teater               |
| 1935 | Anne Rogers, sekreterare                | God dag – och adjö (Goodbye again) George Haight och Allan Scott                                         | John Elfström              | Vasa Teater                      |
| 1936 | Judith Bliss                            | Weekend (Hay Fever) Noël Coward                                                                          | Rafael Stenius             | Vasa Teater                      |
| 1936 | Mrs. Wimple                             | Den krokiga kniven (The Crooked Billet) Dion Titheradge                                                  | Rafael Stenius             | Vasa Teater                      |
| 1936 | Alice                                   | En fattig upplevelse Nanny Westerlund                                                                    | Nanny Westerlund           | Vasa Teater                      |
| 1936 | Mrs Crane                               | Oljerus (The Easy Mark) Jack Larric                                                                      | Rafael Stenius             | Vasa Teater                      |
| 1937 |                                         | 2745! – Upptaget, revy John Elfström                                                                     | John Elfström              | Vasa Teater                      |
| 1937 | Modern                                  | Melodin som kom bort (Melodien, der blev væk) Kjeld Abell                                                | John Elfström              | Vasa Teater                      |
| 1937 | Toinette                                | Den inbillningssjuke (Le Malade imaginaire) Molière                                                      | Rafael Stenius             | Vasa Teater                      |
| 1937 | Fru Gyorkovics                          | Flickorna Gyorkovics (A Gyurkovics-lányok) Ferenc Herczeg                                                | Rafael Stenius             | Vasa Teater                      |
| 1937 | Millie                                  | Bättre folk (The Best People) Avery Hopwood och David Gray                                               | Rafael Stenius             | Vasa Teater                      |
| 1937 | Demoiselle Lucia Grisi, hovsångerska    | Jungfruburen (Das Dreimäderlhaus) Franz Schubert, Alfred Maria Willner och Heinz Reichert                | Rafael Stenius             | Vasa Teater                      |
| 1937 | Kioskfröken                             | Kanske en diktare Ragnar Josephson                                                                       | Rafael Stenius             | Vasa Teater                      |
| 1937 |                                         | Sprattelgubben (Der Hampelmann) Robert Stolz, Gustav Beer och Fritz Lunzer                               | Rafael Stenius             | Vasa Teater                      |
| 1938 | Medverkande                             | Alltid redo, revy John Elfström                                                                          | John Elfström              | Vasa Teater                      |
| 1938 | Lektor Wimmer                           | Mogenhetsexamen (Érettségi) Ladislas Fodor                                                               | Rafael Stenius             | Vasa Teater                      |
| 1938 | Ella                                    | Sympatiska Simon Fridolf Rhudin och Henning Ohlsson                                                      | John Elfström              | Vasa Teater                      |
| 1938 | Markisinnan Eloise de Kestournel        | Markisinnan (The Marquise) Noël Coward                                                                   | Rafael Stenius             | Vasa Teater                      |
| 1938 | Katri                                   | Daniel Hjort Josef Julius Wecksell                                                                       | Rafael Stenius             | Vasa Teater                      |
| 1940 | Nita Clive                              | Mysteriet Sanderby (The Man Who Changed His Name) Edgar Wallace                                          | Oscar Tengström            | Lilla teatern                    |
| 1941 | Julia Körner                            | Swedenhielms Hjalmar Bergman                                                                             | Annie Sundman              | Lilla teatern                    |
| 1947 | Fröken Trådgren                         | Fantasilådan Else Fisher                                                                                 | Sture Pyk                  | Helsingborgs stadsteater         |
| 1952 | Madame Desmermortes                     | Dans under stjärnorna Jean Anouilh                                                                       | Johan Falck                | Norrköping-Linköping stadsteater |
| 1952 | Evelyn Vining                           | När skymningen föll Lesley Storm                                                                         | Keve Hjelm                 | Norrköping-Linköping stadsteater |
| 1953 | Madame Ilona Silver                     | Madame Walentin Chorell                                                                                  | Sture Ericson              | Norrköping-Linköping stadsteater |
| 1953 |                                         | Peer Gynt Henrik Ibsen                                                                                   | Johan Falck                | Norrköping-Linköping stadsteater |
| 1953 | Lily Miller                             | Ljuva ungdomstid Eugene O’Neill                                                                          | Rune Carlsten              | Norrköping-Linköping stadsteater |
| 1953 | Lady Allteron                           | Drömflickan Elmer Rice                                                                                   | Johan Falck                | Helsingborgs stadsteater         |
| 1953 | Mme de Montalembreuse                   | Rendez-vous med lyckan Jean Anouilh                                                                      | Johan Falck                | Helsingborgs stadsteater         |
| 1954 | Fru Tranaeus                            | Kanske en diktare Ragnar Josephson                                                                       | Gunnar Ekström             | Helsingborgs stadsteater         |
| 1954 | Mrs Guzzard                             | Privatsekreteraren T.S. Eliot                                                                            | Åke Engfeldt               | Helsingborgs stadsteater         |
| 1954 |                                         | Guds gröna ängar Marc Connelly                                                                           | Johan Falck                | Helsingborgs stadsteater         |
| 1954 | Mrs. Early                              | Kärlek eller pengar F. Hugh Herbert                                                                      | Johan Falck                | Helsingborgs stadsteater         |
| 1954 | Kokerskan                               | Oh, mein Papa! Paul Burkhard, Jürg Amstein, Robert Gilbert                                               | Åke Engfeldt               | Helsingborgs stadsteater         |
| 1955 | Fru Soames                              | Vår lilla stad Thornton Wilder                                                                           | Erik Berglund              | Helsingborgs stadsteater         |
| 1955 | Miss Logan                              | Dollargrinet George S. Kaufman och Howard Teichmann                                                      | Johan Falck                | Helsingborgs stadsteater         |
| 1955 | Baronessan von Bülow                    | Madame Sans-Gêne Victorien Sardou och Émile Moreau                                                       | Johan Falck                | Helsingborgs stadsteater         |
| 1955 | Mrs. Twigg                              | Måndagsäventyr John Boynton Priestley                                                                    | Gunnar Ekström             | Helsingborgs stadsteater         |
| 1955 | Lady Bracknell                          | Mister Ernest Oscar Wilde                                                                                | Leo Golowin                | Helsingborgs stadsteater         |
| 1955 | Higa Jiga                               | Thehuset Augustimånen John Patrick                                                                       | Stig Olin                  | Helsingborgs stadsteater         |
| 1956 | La Bruja                                | El Matador Leslie Stevens                                                                                | Johan Falck                | Helsingborgs stadsteater         |
| 1956 | Nanine                                  | Kameliadamen Alexandre Dumas den yngre                                                                   | Johan Falck                | Helsingborgs stadsteater         |
| 1956 | Generalskan                             | Gröna fracken Gaston Arman de Caillavet och Robert de Flers                                              | Johan Falck                | Helsingborgs stadsteater         |
| 1956 | Eugenie                                 | Toreadorvalsen Jean Anouilh                                                                              | Johan Falck                | Helsingborgs stadsteater         |
| 1956 | Överstinnan                             | Sällskapslek Erland Josephson                                                                            | Gunnar Ekström             | Helsingborgs stadsteater         |
| 1957 | Alma Furuvik                            | Ett brott Sigfrid Siwertz                                                                                | Johan Falck                | Helsingborgs stadsteater         |
| 1957 | Mildred Peake                           | Spindelnätet Agatha Christie                                                                             | Eva Sköld                  | Helsingborgs stadsteater         |
| 1957 | Betty                                   | Dårskapens timme Anna Bonacci                                                                            | Åke Engfeldt               | Helsingborgs stadsteater         |
| 1957 | Emma                                    | Sjuttonde dockans sommar Ray Lawler                                                                      | Johan Falck                | Helsingborgs stadsteater         |
| 1957 | Fru Olsson                              | Nationalmonumentet Tor Hedberg                                                                           | Rolf Carlsten              | Helsingborgs stadsteater         |
| 1958 | Miss Meacham                            | Vid skilda bord Terence Rattigan                                                                         | Åke Engfeldt               | Helsingborgs stadsteater         |
| 1958 | Mabel Crosswaite                        | Vad vet mamma om kärlek William Douglas-Home                                                             | Åke Engfeldt               | Helsingborgs stadsteater         |
| 1958 | Vixen                                   | Tolvskillingsoperan Bertolt Brecht och Kurt Weill                                                        | Johan Falck                | Helsingborgs stadsteater         |
| 1958 | Edvard                                  | Farväl till kärleken Herbert Grevenius                                                                   | Johan Falck                | Helsingborgs stadsteater         |
| 1959 | Beulah Mouslworth                       | Romanoff och Julia Peter Ustinov                                                                         | Lennart Olsson             | Helsingborgs stadsteater         |
| 1959 | Fridas mor                              | Fridas visor eller Oscars fyra bekymmer eller En vecka i Lilla Paris Gösta Sjöberg                       | Frank Sundström            | Helsingborgs stadsteater         |
| 1960 | Elin, hushållerska                      | Mans kvinna Vilhelm Moberg                                                                               | Anita Blom                 | Borås kretsteater                |
| 1960 | Bettina                                 | Dubbelspel (Zwei rechts, zwei links) Karl Wittlinger                                                     | Jan Hemmel                 | Helsingborgs stadsteater         |
| 1961 | Tant Ev                                 | Miraklet (The Miracle Worker) William Gibson                                                             | Frank Sundström            | Helsingborgs stadsteater         |
| 1961 | Tant Prue                               | Ung och grön (Salad Days) Dorothy Reynolds och Julian Slade                                              | Jan Hemmel Frank Sundström | Helsingborgs stadsteater         |
| 1961 | Mrs. McGillicuddy                       | Vilse i lustgården (Period of adjustment) Tennessee Williams                                             | Mats Johansson             | Helsingborgs stadsteater         |
| 1961 | Miss Gilchrist                          | Gisslan (The Hostage) Brendan Behan                                                                      | Lars-Erik Liedholm         | Helsingborgs stadsteater         |
| 1961 | En gammal fröken                        | Den heliga ilskan (Die große Wut des Philipp Hotz) Max Frisch                                            | Lars-Erik Liedholm         | Helsingborgs stadsteater         |
| 1962 | Mormor                                  | Bättre sent än aldrig (It's Never Too Late) Felicity Douglas                                             | Lars-Erik Liedholm         | Helsingborgs stadsteater         |
| 1962 | Den äldre damen                         | Tevye och hans döttrar (Tevye and his Daughters) Arnold Perl                                             | Per Sjöstrand              | Helsingborgs stadsteater         |
| 1962 | Amman                                   | Den vackra mjölnerskan (La molinera de Arcos) Alejandro Casona                                           | Bo G. Forsberg             | Helsingborgs stadsteater         |
| 1963 | Modern                                  | Brand Henrik Ibsen                                                                                       | Lars-Erik Liedholm         | Helsingborgs stadsteater         |
| 1963 | Madame Arcati                           | Min fru går igen (Blithe Spirit) Noël Coward                                                             | Lars-Erik Liedholm         | Helsingborgs stadsteater         |
| 1965 |                                         | Undine (Ondine) Jean Giraudoux                                                                           | Palle Granditsky           | Upsala-Gävle stadsteater         |
| 1965 |                                         | De vassa palmerna Elsa Grave                                                                             | Anita Blom                 | Upsala-Gävle stadsteater         |
| 1966 |                                         | Yerma Federico García Lorca                                                                              | Palle Granditsky           | Upsala-Gävle stadsteater         |
| 1967 |                                         | Tango Sławomir Mrożek                                                                                    | Ulf Fredriksson            | Upsala-Gävle stadsteater         |
| 1968 |                                         | Idioten (Идиот, Idiot) Fjodor Dostojevskij                                                               | Palle Granditsky           | Upsala-Gävle stadsteater         |

## Bilder

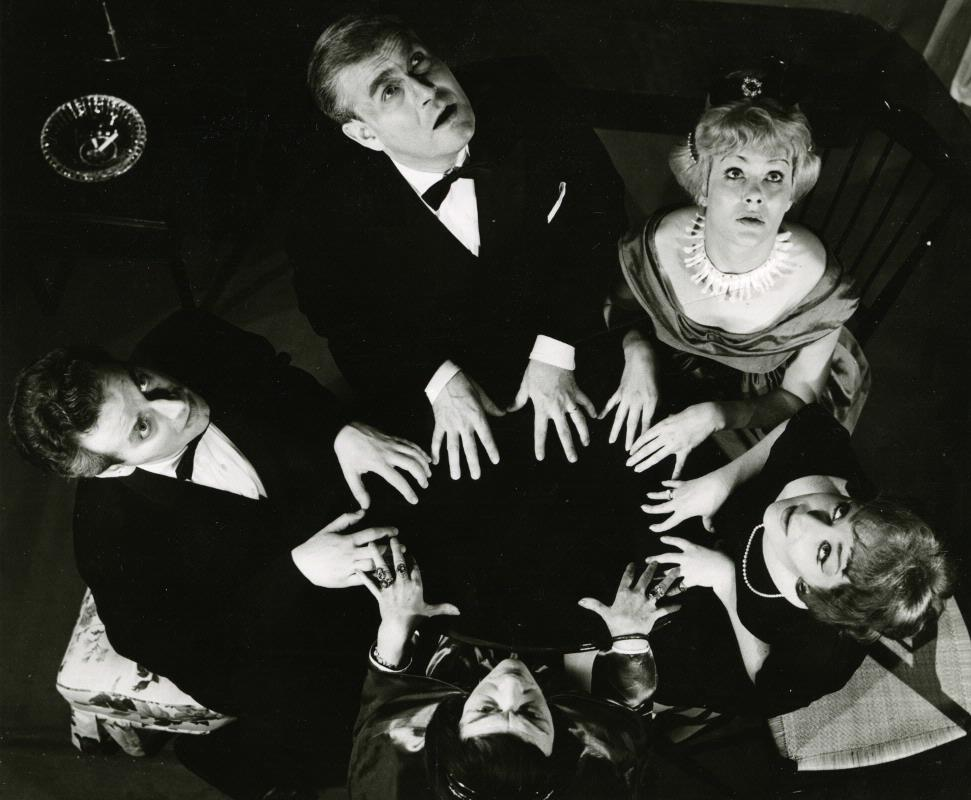
Ulf Qvarsebo, Erik Strandell, Lena Ewert, Gerd Hegnell och Dagny Stenius (längst ner) i Min fru går igen på Helsingborgs stadsteater 1963.